# Tekkeyenicesi, Yozgat
Tekkeyenicesi là một xã thuộc thành phố Yozgat, tỉnh Yozgat, Thổ Nhĩ Kỳ. Dân số thời điểm năm 2010 là 152 người.